# Seznam vulkanov v Kostariki
To je seznam aktivnih in ugaslih vulkanov v Kostariki.
| Ime                          | Tip                            | Višina         | Lega                                              | Zadnji izbruh                           |
| ---------------------------- | ------------------------------ | -------------- | ------------------------------------------------- | --------------------------------------- |
| Vulkansko polje Aguas Zarcas | izumrl, en hrib in osem gričev | 160 m do 528 m | 10°22′29″N 84°20′20″W / 10.374611°N 84.338833°W   | -                                       |
| Arenal                       | mirujoči                       | 1670 m         | 10°27′47″N 84°42′11″W / 10.463°N 84.703°W         | 2010                                    |
| Barva                        | mirujoči                       | 2906 m         | 10°08′06″N 84°06′00″W / 10.135°N 84.10°W          | 6050 pr. n. št.                         |
| Cacho Negro                  |                                | 2150 m         | 10°11′45″N 84°02′46″W / 10.195833°N 84.046111°W   | -                                       |
| Chato                        | kratersko jezero, hrib         | 1140 m         | 10°26′31″N 84°41′17″W / 10.441944°N 84.688056°W   | 1500 pr. n. št.                         |
| Chopo                        | ugasel                         | 402 m          | 10°28′14″N 85°03′51″W / 10.470430°N 85.064185°W   |                                         |
| Congo                        | mirujoči                       | 2014 m         | 10°15′00″N 84°14′00″W / 10.25°N 84.233333°W       | 9000 pr. n. št.                         |
| jezero Hule                  | kratersko jezero               | 740 m          | 10°17′43″N 84°12′32″W / 10.295278°N 84.208889°W   |                                         |
| Irazú                        | mirujoči                       | 3432 m         | 9°58′44″N 83°51′07″W / 9.979°N 83.852°W           | 1994                                    |
| Miravalles                   | mirujoči                       | 2028 m         | 10°47′02″N 85°09′11″W / 10.784°N 85.153°W         | 1946                                    |
| Orosí                        | mirujoči                       | 1659 m         | 10°58′48″N 85°28′23″W / 10.980°N 85.473°W         | 1500 pr. n. št.                         |
| Pelado                       | ugasel, hrib                   | 680 m          | 10°22′08″N 85°00′51″W / 10.368872°N 85.014292°W   | -                                       |
| Platanar                     | mirujoči                       | 2183 m         | 10°18′00″N 84°21′58″W / 10.3000174°N 84.3660879°W | 117.000 pr. n. št. in pozneje (holocen) |
| Poás                         | active                         | 2708 m         | 10°12′00″N 84°13′59″W / 10.20°N 84.233°W          | september 2019                          |
| Laguna Poco Sol              | kratersko jezero               | 789 m          | 10°21′N 84°40′W / 10.35°N 84.67°W                 | -                                       |
| Porvenir                     | mirujoči                       | 2267 m         | 10°16′18″N 84°21′39″W / 10.271724°N 84.360967°W   |                                         |
| Rincón de la Vieja           | aktiven                        | 1916 m         | 10°49′48″N 85°19′26″W / 10.830°N 85.324°W         | april 2020, hidrotermalni, plin in para |
| jezero Río Cuarto            | kratersko jezero               | 380 m          | 10°21′25″N 84°12′59″W / 10.356944°N 84.216389°W   |                                         |
| Tenorio                      | mirujoči                       | 1916 m         | 10°40′23″N 85°00′54″W / 10.673°N 85.015°W         | -                                       |
| Cerro Tilarán                | ugasel, hrib                   | 634 m          | 10°27′04″N 84°58′41″W / 10.451°N 84.978°W         | pred 2580000–117000 (pleistocen)        |
| Tortuguero                   | ugasel, hrib                   | 119 m          | 10°35′04″N 83°31′40″W / 10.584327°N 83.527759°W   |                                         |
| Turrialba                    | aktiven                        | 3340 m         | 10°01′30″N 83°46′01″W / 10.025°N 83.767°W         | 28. oktober 2019                        |
| El Viejo                     | ugasel                         | 2122 m         | 10°15′36″N 84°19′44″W / 10.26005°N 84.32887°W     |                                         |